# 云南省德宏傣族景颇族自治州中级人民法院
24°26′54″N 98°34′51″E / 24.448467°N 98.580849°E
云南省德宏傣族景颇族自治州中级人民法院，简称德宏州中级人民法院、德宏州中院，是中华人民共和国在云南省德宏傣族景颇族自治州设置的中级人民法院。

## 沿革
德宏地方的司法权力在中华民国时期由土司统揽。1950年4月至5月，解放军和保山地委、行署派出党政工作团进驻德宏，接管潞西县和各级设治局、司法处，成立的潞西县及各个各民族委员会内设民政科或法制科，但仍对德宏封建领主土司制度（包括司法审判权）仍暂时保留。1952年至1953年，盈江、莲山、梁河、陇川、瑞丽先后建立人民法院审判机关，业务隶属于云南省人民法院保山分院。1954年，《中华人民共和国宪法》、《法院组织法》颁布后，边疆的审判工作逐步试行陪审、合议、回避、上诉、公开审判等制度。1955年随着土地改革运动推进，当地废除封建领主制度。1956年9月，撤销保山地区中级人民法院，成立德宏傣族景颇族自治州中级人民法院，管辖梁河、莲山、保山等地。
文化大革命爆发后，1967年3月17日，德宏中级人民法院被撤销，审判权交由州军管会和州县革委会。1973年12月，德宏州中级人民法院恢复，管辖潞西、瑞丽、陇川、盈江、梁河等基层法院。1974年底，各基层法院相继恢复办公。